# Emilián Skramlík
Emilián František rytíř Skramlík (11. října 1834 Smíchov – 21. května 1903 Praha) byl český výrobce nábytku a pražský komunální politik.

## Život
Narodil se v rodině nábytkáře Jana Skramlíka. Po studiu na reálce se vyučil čalouníkem. Roku 1852 podnikl tovaryšskou cestu do Vídně, Štýrského Hradce, Terstu, Tyrolska, Itálie, Bavorska a Švýcarska. Po dvou letech se vrátil, ale zakrátko opět odjel do Německa, Belgie a Francie. Dva roky strávil na praxi v Paříži, tehdejším středisku výroby nejkvalitnějšího zdobeného salonního nábytku. Po návratu se zapojil do řízení rodinné firmy, která brzy získala název Jan Skramlík & syn a stala se jedním z předních výrobců nábytku v Rakousku.
Vedle podnikání se zapojil i do komunální politiky. Roku 1874 byl zvolen za člena pražského obecního zastupitelstva a 1875 do městské rady za Nové Město pražské. Pracoval v komisi pro městské stavby a školy a ve výboru městské spořitelny.
12. července 1876 byl zvolen pražským purkmistrem a funkci vykonával po dvě volební období do roku 1882. Za jeho vedení začala Praha dohánět evropská velkoměsta. Byla zahájena a někdy i dokončena řada staveb. Nejvýznamnější bylo vybudování Palackého mostu s nábřežím po vybourání pražského Podskalí. Začalo se se stavbou Rudolfina a pokročila výstavba Národního divadla do té míry, že mohlo být v červnu 1881 před dokončením otevřeno (budovu pak zničil požár, k obnově došlo až za nového starosty). Vznikl i pomník Josefa Jungmanna a po zbourání hradeb u Koňské brány na Václavském náměstí bylo ponecháno místo pro Národní muzeum. Městská rada se věnovala i projektům na zajištění pitné vody a připojování předměstí. Pro děti z chudých rodin byly zřizovány opatrovny.
Skramlíkovo působení bylo prostoupeno smyslem pro budoucnost, který jeho nástupci často postrádali. V roce 1880 byl přijat do rytířského stavu.
 Je pohřben na Olšanských hřbitovech.

## Rodina
Z jeho sňatku s Annou Laxovou se narodili tři synové:
- Václav Skramlík (* 1858), velkoobchodník
- Jan Skramlík (1860–1936), vystudoval pražskou Akademii výtvarných umění a proslavil se jako malíř salónních portrétů a historických výjevů[8]
- Emilián Skramlík (1862–1917), vedl zděděnou truhlářskou a nábytkářskou továrnu

Vnuk Emilián Skramlík, rytíř z Cronreuthu (* 1884) vystudoval v Praze medicínu a stal se asistentem na lékařské fakultě. V letech 1914–1917 byl ženat s Alexandrou, dcerou hoteliéra Karla Cífky, která po rozvodu odjela do Uher. Také jeho druhé manželství, s lékařkou a asistentkou Alicí Weissovou, bylo bezdětné.

## Ocenění
- Byl nositelem rakouského Řádu Železné koruny III. třídy.